# Banské
Banské (ungarisch Bányapataka – bis 1907 Bánszka) ist eine Gemeinde im Osten der Slowakei mit 2018 Einwohnern (Stand 31. Dezember 2024), die zum Okres Vranov nad Topľou, einem Teil des Prešovský kraj gehört.

## Geographie
Die Gemeinde befindet sich am Osthang des Gebirges Slanské vrchy im Tal des Flüsschens Olšava. Das Ortszentrum liegt auf einer Höhe von 340 m n.m. und ist 12 Kilometer von Vranov nad Topľou sowie 37 Kilometer von Košice entfernt.

## Geschichte
Banské wurde zum ersten Mal 1397 als Banyapathaka schriftlich erwähnt, was auf ausgedehnten Bergbau hinweist. Ursprünglich gehörte das Dorf zum königlichen Gut, Ende des 14. Jahrhunderts kam es zum Geschlecht Rozgonyi und war später Teil der Herrschaftsgütern von Burg Čičava sowie Vranov. Nach dem Ende des Mittelalters sank die Bedeutung von Bergbau langsam; 1787 sind 80 Häuser und 608 Einwohner verzeichnet, die in Forstwirtschaft, Köhlerei, Schmiererei sowie Weberei beschäftigt waren. Die letzten bedeutenden Gutsbesitzer stammten aus dem Geschlecht Andrássy, die bis zum 20. Jahrhundert einen großen Forstbetrieb in umliegenden Wäldern betrieben.

## Bevölkerung
| Jahr                | 1994 | 2004     | 2014     | 2024     |
| ------------------- | ---- | -------- | -------- | -------- |
| Anzahl der Personen | 1355 | 1563     | 1811     | 2018     |
| Unterschied         |      | +15,35 % | +15,86 % | +11,43 % |

| Jahr                | 2023 | 2024    |
| ------------------- | ---- | ------- |
| Anzahl der Personen | 1974 | 2018    |
| Unterschied         |      | +2,22 % |

Ergebnisse nach der Volkszählung 2001 (1458 Einwohner):
| Nach Ethnie: - 76,54 % Slowaken - 23,11 % Zigeuner | Nach Religion: - 89,78 % griechisch-katholisch - 9,33 % römisch-katholisch - 0,62 % keine Angabe |

## Sehenswürdigkeiten
- griechisch-katholische Kirche im barock-klassizistischen Stil von 1788

## Infrastruktur
In Banské gibt es ein Lebensmittelgeschäft, eine Poststelle, einen Kindergarten sowie eine Grundschule; die Fremdverkehrsinfrastruktur ist kaum vorhanden. Durch den Ort verläuft die Landesstraße 576 (Bidovce–Vranov nad Topľou) und der nächste Bahnhof befindet sich in Vranov nad Topľou an der Bahnstrecke Strážske–Prešov in fünfzehn Kilometer Entfernung.